# Mens Sana Basketball Academy
Maillots
Mens Sana Basketball Academy, couramment abrégé en Mens Sana Sienne, est une équipe de basket-ball masculin italienne fondée en 1934 et basée à Sienne, en Toscane. Elle domine le basket-ball italien dans les années 2000, remportant huit titres de champion d'Italie, dont sept consécutifs, cinq coupes d'Italie et sept SuperCoupe. Le club compte également un titre européen à son palmarès, avec la Coupe Saporta 2002 remportée face au club espagnol de Pamesa Valencia. Le club est rétrogradé en mars 2019 à la suite d'importants problèmes financiers. Le club évolue lors de la saison 2020-2021 dans le groupe Toscane de la Serie C, le quatrième niveau du championnat italien.

## Historique
Elle accède pour la première fois à la première division italienne en 1973.

Logo du club lors du sponsoring de la Monte dei Paschi di Siena (2000-2014)

Dans l'ombre des grosses cylindrées italienne de l'époque qui dominait encore l'Europe à ce moment-là, elle tarde à se faire une place dans ce championnat. Toutefois, un recrutement judicieux de joueurs très talentueux repérés dans des clubs de standing moyen donne à l'équipe une forte ossature (McIntyre, Kaukenas, Eze, Sato, Lavrinovič) qui lui permet de monter au sommet de la ligue. Elle remporte son premier titre de champion en 2004 et elle récidive en 2007 et 2008. Elle domine complètement la ligue italienne lors de la saison 2008-2009 en terminant largement première de la saison régulière avec près de 10 victoires d'avance sur le second. En revanche, alors qu'elle faisait de l'Euroligue un objectif déclaré, elle est éliminée 3-1 par le Panathinaïkos futur vainqueur de la compétition alors qu'elle avait fini devant le club grec au terme des phases de poules.
En juillet 2014, le club est déclaré en faillite et son équipe première jouera la saison 2014-2015 en 4e division italienne, la Serie B Dilettanti,.

## Résultats sportifs

### Palmarès
| Compétitions nationales | Compétitions internationales              |
| - Championnat d'Italie : - Champion (6) : 2004, 2007, 2008, 2009, 2010, 2011. - Vice-champion (1) : 2014. - Coupe d'Italie : - Vainqueur (3) : 2009, 2010, 2011. - Finaliste (2) : 2002, 2014. - Supercoupe d'Italie : - Vainqueur (6) : 2004, 2007, 2008, 2009, 2010, 2011. - Finaliste (1) : 2012. | - Coupe Saporta : - Vainqueur (1) : 2002. |

## Personnalités historiques

### Entraîneurs
Ezio Cardaioli est l'entraineur ayant dirigé le plus de rencontres en championnat d'Italie sur le banc de Sienne, avec 183 matchs en six saisons. Il devance Simone Pianigiani, 167 rencontres, Cesare Pancotto, 134, Carlo Recalcati 119 et Tonino Zorzi 86. Simone Pianigiani possède le plus grand nombre de victoires avec 155 devant Cardaioli avec 88 et Recalcati 85.
Deux entraîneurs du club sont désignés meilleurs entraîneur de l'année en Italie, Carlo Recalcati en 2003-2004 et Simone Pianigiani en 2006-07.
| Période             | Nom            |
| ------------------- | -------------- |
| 1958-déc 1977       | Ezio Cardaioli |
| 1977-1978           | Giorgio Brenci |
| 1978-1979           | Carlo Rinaldi  |
| août 1979-oct. 1979 | Tonino Zorzi   |
| 1979-fév. 1980      | Giorgio Brenci |
| fév. 1980-mar. 1980 | Tonino Zorzi   |
| 1980-1981           | Ezio Cardaioli |
| 1981-jan. 1984      | Tonino Zorzi   |
| 1984-jan. 1985      | Lajos Toth     |
| jan. 1985-oct. 1985 | Carlo Rinaldi  |
| oct. 1985-1986      | Bruno Arrigoni |
| 1986-nov. 1989      | Ezio Cardaioli |

| Période        | Nom                 |
| -------------- | ------------------- |
| nov.1989-1990  | Giorgio Brenci      |
| 1990-1992      | Gianfranco Lombardi |
| 1992-1993      | Valerio Bianchini   |
| 1993-1997      | Cesare Pancotto     |
| 1997-1998      | Phil Melillo        |
| 1998-jan. 1999 | Luca Dalmonte       |
| jan. 1999-1999 | Edoardo Rusconi     |
| 1999-2001      | Fabrizio Frates     |
| 2001-2003      | Ergin Ataman        |
| 2003-2006      | Carlo Recalcati     |
| 2006-2012      | Simone Pianigiani   |
| 2012-2013      | Luca Banchi         |

| Période        | Nom                   |
| -------------- | --------------------- |
| 2013-2014      | Marco Crespi          |
| 2014-2015      | Matteo Mecacci        |
| 2015-2016      | Alessandro Ramagli    |
| 2016-oct. 2017 | Giulio Griccioli      |
| oct. 2017-2018 | Matteo Mecacci        |
| 2018-?         | Paolo Moretti         |
| ?-             | Pierfrancesco Binella |

### Joueurs célèbres
George Bucci est le joueur ayant inscrit le plus de points dans l'histoire du club en championnat d'Italie avec 4 591. Il devance Stefano Vidili, deuxième avec 3 271, Enrico Bovone  2 486, Roberto Chiacig 2 452, Carl Johnson  2 411. Alberto Ceccherini, avec 291 matchs en neuf saisons, est le joueur le plus fidèle au club. Roberto Chiacig est le meilleur rebondeur depuis que cette statistique est enregistrée, en 1975-1976, avec 1 631 prises devant Shaun Stonerook, deuxième avec 1 292. Terrell McIntyre domine la statistique des passes décisives avec 726.
Plusieurs joueurs ont reçu des récompenses à titre individuel : Terrell McIntyre est désigné MVP de la saison en championnat d'Italie lors des saisons 2006-07 et 2008-09, Romain Sato recevant ce même trophée l'année suivante. Terrell McIntyre reçoit à trois reprises le titre de MVP des playoffs, en 2008, 2009 et 2010. Quatre autres joueurs du club reçoivent cette récompense : David Andersen en 2004, Rimantas Kaukėnas en 2007 et Bo McCalebb en 2011. En coupe d'Italie, Shaun Stonerook est désigné meilleur joueur en 2009 et 2010. son successeur est Kšyštof Lavrinovič, lui-même étant le prédécesseur de David Andersen. Six joueurs du club obtiennent le titre de meilleur joueur de la Supercoupe d'Italie :David Vanterpool en 2004, Shaun Stonerook en 2007, Rimantas Kaukėnas en 2008, Romain Sato en 2009, Bo McCalebb en 2010 et Kšyštof Lavrinovič en 2011.
Plusieurs joueurs sont récompensés dans le cadre de l'Euroligue : le Turc Mirsad Türkcan obtient le titre de MVP du Top 16 en 2003. Alphonso Ford en 2003, Terrell McIntyre en 2008, 2009 figurent dans le premier cinq de la compétition, All-Euroleague First Team, équipe désignée depuis la saison 2000-2001. Türkcan en 2003, David Vanterpool en 2004, Bootsy Thornton en 2008 et Kšyštof Lavrinovič en 2008 et 2011 sont eux désignés dans le second cinq.